# U-776
U-776 – niemiecki okręt podwodny (U-Boot) typu VII C z okresu II wojny światowej. Okręt wszedł do służby w 1944 roku. Jedynym dowódcą był Oblt. Lothar Martin.

## Historia
Wcielony do 31. Flotylli U-Bootów celem szkolenia załogi, odbył jednak jeden patrol bojowy, podczas którego nie zatopił żadnej jednostki przeciwnika (przerwany poddaniem się).
Poddany 16 maja 1945 roku w Portland (Anglia). Zacumowany w Londynie, na Tamizie okręt został udostępniony dla zwiedzających. Wykorzystywany jako jednostka doświadczalna pod oznaczeniem N 65. Zatopiony 3 grudnia 1945 roku podczas operacji Deadlight.